# 佩沙里克和勒皮
佩沙里克和勒皮（法語：Pécharic-et-le-Py，法語發音：[peʃaʁik e lə pi] ⓘ）是法国奥德省的一个市镇，属于卡尔卡松区。

## 地理
佩沙里克和勒皮（43°11'12"N, 1°50'8"E）面积5.77 平方千米，位于法国奧克西塔尼大區奥德省，该省份为法国南部沿海省份，北起塔恩省，西北接上加龙省，西接阿列日省，南至东比利牛斯省，东临地中海，东北与埃罗省接壤。
与佩沙里克和勒皮接壤的市镇（或旧市镇、城区）包括：贝尔佩什、卡于扎克、佩什吕纳、普莱涅、维洛图。

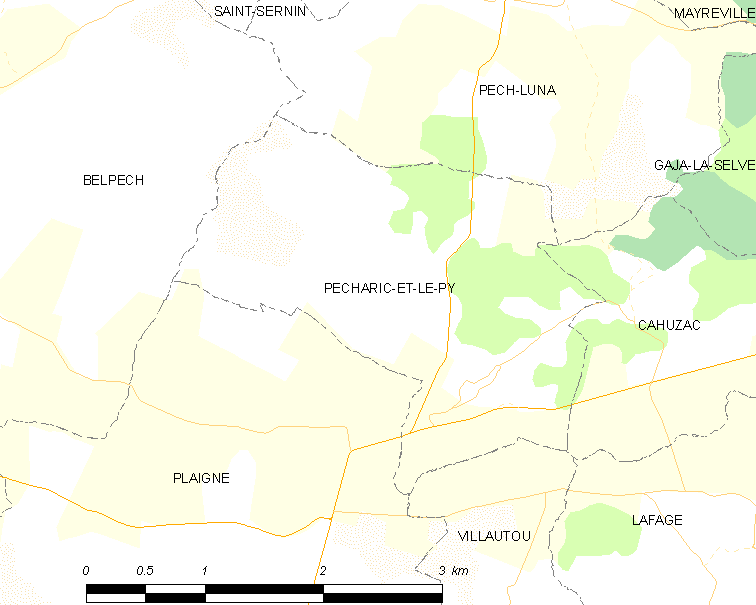
佩沙里克和勒皮的OSM定位图

佩沙里克和勒皮的时区为UTC+01:00、UTC+02:00（夏令时）。

## 行政
佩沙里克和勒皮的邮政编码为11420，INSEE市镇编码为11277。

## 政治
佩沙里克和勒皮所属的省级选区为拉皮耶日欧拉泽斯县。

## 人口

1962-2008年间佩沙里克和勒皮人口变化图示

佩沙里克和勒皮于2022年1月1日时的人口数量为29人。